# Juncus chlorocephalus
Juncus chlorocephalus là một loài thực vật có hoa trong họ Juncaceae. Loài này được Engelm. mô tả khoa học đầu tiên năm 1868.